# Nordheim (Biblis)
Nordheim is een plaats in de Duitse gemeente Biblis, deelstaat Hessen, en telt 1896 inwoners (2006).